# N641 (België)
De N641 is een gewestweg in de Belgische provincie Luik. De weg verbindt de N64 en N66 in Hoei met de N638 in Ocquier. De route heeft een lengte van ongeveer 22,5 kilometer.

## Plaatsen langs de N641
- Hoei
- Régissa
- Sur Roiseu
- Pont-de-Bonne
- Modave
- Val Clavia
- Ochain
- Atrin
- Ocquier